# كيني روبرتس جونيور
كيني روبرتس جونيور (بالإنجليزية: Kenny Roberts, Jr.)‏ هو متسابق دراجات نارية أمريكي فاز ببطولة سباق الجائزة الكبرى للدراجات النارية. نافس في سباقات بطولة العالم لفئة 500 سي سي. كما شارك في بطولة العالم للموتو جي بي.

## البطولات
- سباق الجائزة الكبرى للدراجات النارية 2000

## روابط خارجية
- كيني روبرتس جونيور على موقع MotoGP.com (الإنجليزية)